# Idaea flamingo
Idaea flamingo är en fjärilsart som beskrevs av W. Warren 1901. Idaea flamingo ingår i släktet Idaea och familjen mätare. Inga underarter finns listade i Catalogue of Life.